# Linia 5 metra w Barcelonie
Linia 5 - linia metra w Barcelonie o długości 19,168 km i 27 stacjach. Początek linii ma miejsce w Cornellá de Llobregat, a kończy się w Vall d'Hebron, w Barcelonie.